# George Horner (músic)
George Horner   (15 de setembre de 1923 - 23 d'abril de 2015) va ser un pianista d'origen txec i posteriorment cardio-pulmonòleg a l'Hospital Lankenau, Filadèlfia.
El 1942, Horner, els seus pares i la seva germana, van ser enviats a Terezin, el camp de concentració del "show" al nord-oest de Praga. Horner va tocar el piano i l'acordió per al compositor Gideon Klein i l'artista de cabaret Karel Švenk. La família va ser enviada a Auschwitz, on va morir la resta de la seva família. Horner va sobreviure a la marxa de la mort després que el camp fos abandonat i va tornar a Praga per acabar els seus estudis. Després d'emigrar a Austràlia per obtenir el títol de metge, es va traslladar amb la seva dona i els seus fills a Amèrica el 1964.
El 22 d'octubre de 2013 va interpretar les cançons de cabaret de Karel Švenk al Boston Symphony Hall amb Yo-Yo Ma. Horner va morir el 23 d'abril de 2015 a Newtown Square, Pennsilvània.